# 徐若熙
徐 若熙（シュー・ルオシー、2000年11月1日 - ）は、台湾（中華民国）桃園県出身のプロ野球選手（投手）。右投右打。

## 経歴
プユマ族の血を引く。
高校時代に右肘クリーニング手術を受け、術後1年くらいで高校時代の自己最速153km/hを計測。
2019年のドラフトで、味全ドラゴンズが一巡目（全体6位）で指名した。
2020年2月28日、オープン戦の先発投手を務め、中信兄弟と対戦し、わずか2イニングで五失点。その後、ブルペンで右手に不快感を覚え、身体検査で骨棘が見つかった。医師の再検査の結果、同じ年の4月28日に全治半年の肘のクリーニング手術が行われた。
リハビリ中、味全ドラゴンズのゲストコーチであるMLBテキサスレンジャーズスカウトの張立帆は、「ボールを投げた後、肘をまっすぐにしていたが、今は曲げるようにしている」と徐の肘の動きを修正した。 この目的のために科学的なテストが使用され、ウェイトトレーニングに多大な努力が払われたことが明らかになった。科学的なトレーニングを研究している張立帆は、「Pitch Ai」、「Top Velo」、「Motus」、「Rapsodo」などの機器システムを使用して、腕の疲労、ピッチングの動き、関節の角度などを分析し、徐の怪我のリスクを減らし、投手としての彼の特徴を調べ、投球の質を向上させた。
その結果、2020年10月2日に、中信との2軍チャンピオンシップ第三戦では3イニング無失点2被安打6三振、そのうち陳子豪との対決では、CPBL2軍チャンピオンシップ新記録の157km/hを記録した。
2021年3月17日、一軍デビュー登板では、若い投手の保護に基づいているため、味全ドラゴンズは投球数に制限を設けているが、11アウトを全て奪三振という離れ業をやってのけ、CPBL新人デビュー前代未聞の三振記録を達成し、台湾国内外で話題を呼んだ。3月28日まで、わずか12.1イニングで26三振を達成し、元阪神タイガースの郭李建夫が21イニングで記録した新投手デビュー後、3試合で22三振というリーグ最高の三振記録を軽々と更新した。2021年8月8日、新荘野球場での富邦ガーディアンズ戦では試合開始から8者連続奪三振という圧巻投球を披露し、CPBL記録を塗り替え、待望の初白星を上げた。破格の奪三振記録の陰に隠れて、2021年シーズンは80イニング以上投げて本塁打を与えていない。
2022年キャンプ中に右肘を動かすと痛みが生じたり、7月に右肘内側側副靱帯再建手術（トミー・ジョン手術）を受け、以降リハビリのため二軍のマウンドにも立てずにシーズン終了。

## 選手としての特徴
スリークォーターから最速158km/hのストレートと、鋭く落ちるスプリットチェンジ（投球割合約20%、主に対左打者対策）が決め球。主に対右打者対策のスライダーやカーブと組み合わせて、複数の球種を近い軌道から変化させることによって、打者の見極めを困難にする「ピッチトンネル」の活用に優れている。

## 詳細情報

### 年度別投手成績
| 年 度     | 球 団     | 登 板 | 先 発 | 完 投 | 完 封 | 無 四 球 | 勝 利 | 敗 戦 | セ 丨 ブ | ホ 丨 ル ド | 勝 率 | 打 者 | 投 球 回 | 被 安 打 | 被 本 塁 打 | 与 四 球 | 敬 遠 | 与 死 球 | 奪 三 振 | 暴 投 | ボ 丨 ク | 失 点 | 自 責 点 | 防 御 率 | W H I P |
| --------- | --------- | ----- | ----- | ----- | ----- | -------- | ----- | ----- | -------- | ----------- | ----- | ----- | -------- | -------- | ----------- | -------- | ----- | -------- | -------- | ----- | -------- | ----- | -------- | -------- | ------- |
| 2021      | 味全      | 20    | 19    | 0     | 0     | 0        | 3     | 7     | 0        | 0           | .300  | 332   | 81.0     | 65       | 0           | 25       | 0     | 3        | 98       | 4     | 0        | 33    | 28       | 3.11     | 1.11    |
| 2023      | 味全      | 5     | 4     | 0     | 0     | 0        | 1     | 0     | 0        | 0           | 1.000 | 58    | 15.1     | 10       | 0           | 2        | 0     | 1        | 18       | 1     | 0        | 2     | 2        | 1.17     | 0.78    |
| 2024      | 味全      | 20    | 18    | 0     | 0     | 0        | 7     | 4     | 0        | 1           | .636  | 383   | 94.2     | 76       | 3           | 29       | 2     | 3        | 113      | 2     | 0        | 30    | 26       | 2.47     | 1.11    |
| 通算：3年 | 通算：3年 | 45    | 41    | 0     | 0     | 0        | 11    | 11    | 0        | 1           | .444  | 773   | 191.0    | 151      | 3           | 56       | 2     | 7        | 229      | 7     | 0        | 65    | 56       | 2.64     | 1.08    |

- 2024年度シーズン終了時

### 年度別守備成績
| 年 度 | 球 団 | 投手  | 投手  | 投手  | 投手  | 投手  | 投手     |
| 年 度 | 球 団 | 試 合 | 刺 殺 | 補 殺 | 失 策 | 併 殺 | 守 備 率 |
| ----- | ----- | ----- | ----- | ----- | ----- | ----- | -------- |
| 2021  | 味全  | 20    | 7     | 6     | 0     | 1     | 1.000    |
| 2023  | 味全  | 5     | 1     | 1     | 0     | 0     | 1.000    |
| 2024  | 味全  | 20    | 5     | 4     | 0     | 0     | 1.000    |
| 通算  | 通算  | 45    | 13    | 11    | 0     | 1     | 1.000    |

- 2024年度シーズン終了時

### 記録
初記録
- 初登板・初先発登板：2021年3月17日、対中信兄弟1回戦（台中インターコンチネンタル野球場）、3回2/3を無失点11奪三振で勝敗つかず
- 初奪三振：同上、1回裏に王威晨から空振り三振

### 背番号
- 18（2019年 - ）